# إليزابيث لين
إليزابيث لين محامية وقاضية إنجليزية. تعد أول امرأة يتم تعيينها كقاضية في محكمة المقاطعة، وأول قاضية في المحكمة العليا في إنجلترا، وأول امرأة من المحلفين .

## النشأة والخاصة
ولدت لين في 9 أغسطس 1905 في بودين، شيشاير، والدها هو إدوارد ألكسندر كولبورن، صاحب مطحنة، وكيت ويلكينسون. تلقت تعليمها في المنزل، وعاشت مع أسرتها في سويسرا لمدة عام قبل اندلاع الحرب العالمية الأولى مباشرة. بعد عودتها إلى إنجلترا، التحقت بمدرسة تويزلتويج في هيندهيد، ثم كلية مالفيرن للبنات، قبل اتخاذ قرار بعدم الدراسة في الجامعة. أمضت وقتًا مع شقيقها في مونتريال عام 1924، حيث التقت براندال لين. تزوجا في ديدسبري في 14 يناير 1926، وعاشوا لاحقًا في مانشستر. أنجبا ابنهما جون في أغسطس 1928، كان يعاني من تلف دماغي ناتج عن الصرع، وتوفي في سنوات مراهقته بسبب الالتهاب الرئوي.

## الحياة المهنية
بعد أن قرر زوج لين أن يصبح محامياً في عام 1936، درس كلاهما القانون في نفس الوقت. أصبحت عضوًا طالبة في القسم الداخلي في نوفمبر1937 وتم التحاقهما بنقابة المحامين في صيف عام 1940. أكملت دراستها مع جيفري هوارد كمشرف عليها وبدأت التدرب في محكمة ميدلاند المتخصصة في العمل المدني. في عام 1948، تم تعيينها كعضو في لجنة التحقيق في وزارة الداخلية لفحص استخدام الإفادات في المحاكمات الجنائية. تم تعيينها مستشارًا للملكة في عام 1950، وهي ثالث امرأة في إنجلترا بعد روز هايلبرون وهيلينا نورمانتون تتولى المنصب من أعوام سابقة . كانت مساعد مسجل لبرمنغهام من 1953 إلى 1961،عندما شغلت منصب رئيس محاكم الصحة العقلية في عام 1960 ومفوض التاج في مانشستر في عام 1961. من أواخر عام 1961 حتى عام 1962 ، كانت مسجلة ديربي.في عام 1962 تم تعيينها كأول قاضية في محكمة المقاطعة. بعد ثلاث سنوات ، أصبحت أول امرأة تجلس في المحكمة العليا ، تم تعيينها في قسم الوصايا والطلاق والاحوال الشخصية ، حصلت على وسام الإمبراطورية البريطانية الأكثر امتيازًا، وهو ما يتوافق مع وسام الفروسية المعروف الذي حصل عليه من قبل قضاة المحكمة العليا من الرجال. كما تم منحها منصب عضو مجلس النواب في المحكمة الداخليه في عام 1966 ، لتصبح أول امرأة في منصب محلف في المحكمة.من عام 1971 إلى عام 1973 ، ترأست لجنة حققت في تطبيق قانون الإجهاض وكتبت غالبية المجلد الأول للتقرير.

## التقاعد
أصبح زوجها مستشارًا قانونيًا للمجلس البريطاني وتوفي عام 1975. تقاعدت لين عام 1979، وانتقلت إلى وينشستر. تم تسليم رئاسة المحكمة العليا إلى مارغريت بوث التي تم تعيينها في نفس العام، ثم تلتها بريندا هيل وجيل بلاك. واصلت العمل في محكمة الاستئناف من وقت لآخر وأصبحت عضوًا فخريًا في الدائرة الغربية. أصبحت زميلًا فخريًا في كلية نيونهام، كامبريدج عام 1986. كتبت سيرتها الذاتية بكتاب اسمع الجانب الآخر، والتي نُشرت في عام 1985.توفيت في وينشستر في 17 يونيو 1988 عن عمر يناهز 82 عامًا 